# Tegernau (Kleines Wiesental)
Tegernau (Alemannisch Dägernau) ist seit dem 1. Januar 2009 ein Ortsteil der Gemeinde Kleines Wiesental im Landkreis Lörrach in Baden-Württemberg.

## Geografie

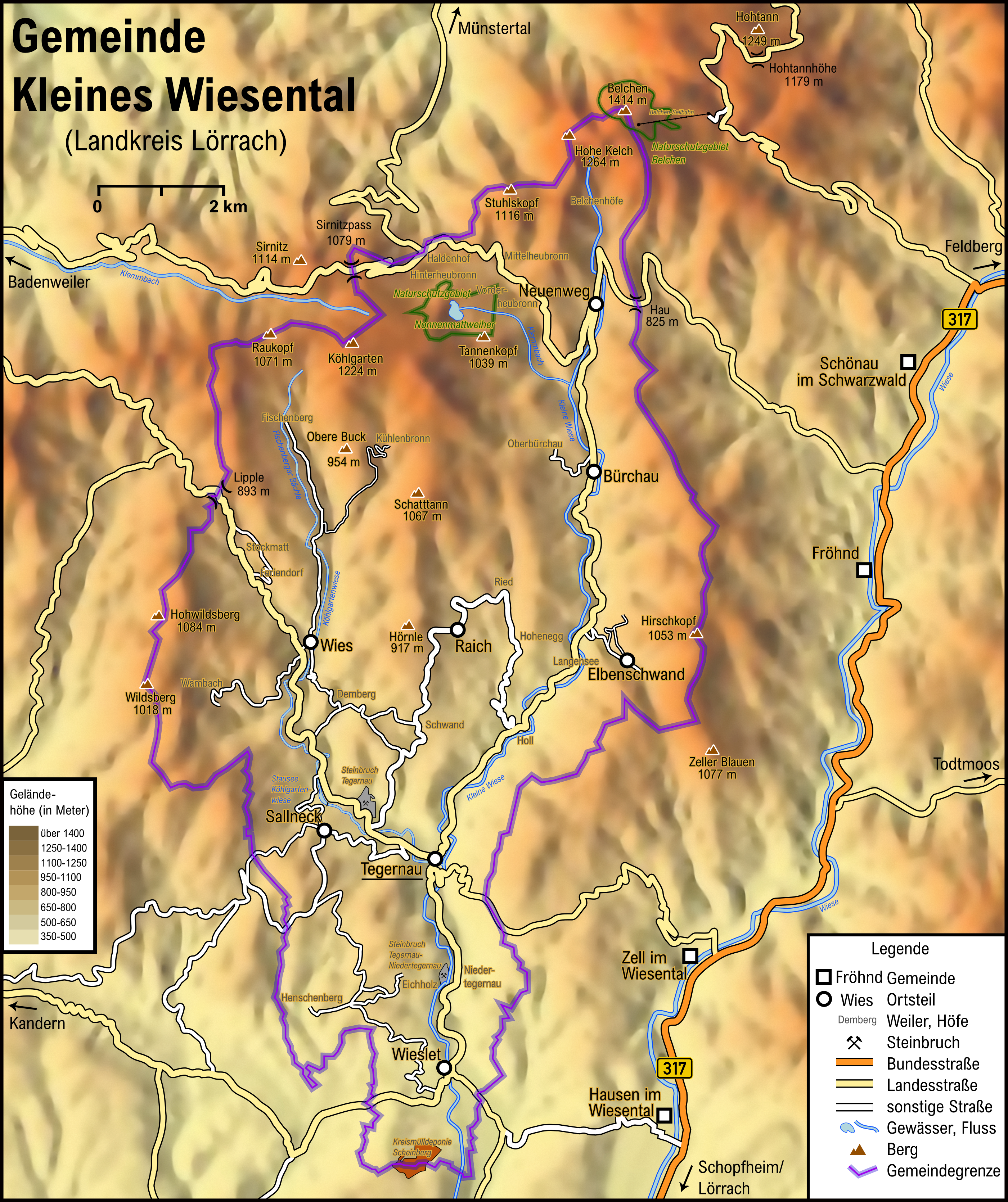
Karte der Gemeinde Kleines Wiesental

### Lage
Tegernau liegt im Naturpark Südschwarzwald in 380 bis 750 Meter Höhe im Tal der Kleinen Wiese. Von Tegernau westwärts führt der Lipplepass ins Kandertal über die Landesstraße 140. Ostwärts führt die L 140 über Gresgen ins Wiesental zur Stadt Zell im Wiesental. In der Ortsmitte kreuzt die L 139, die von Schopfheim talwärts bis nach Neuenweg führt.

### Gliederung
Im Gebiet der früheren Gemeinde Tegernau liegen die Dörfer Tegernau, Niedertegernau und Schwand, der Zinken Käppeli und das Einzelhaus Kuhnigraben. Im früheren Gemeindegebiet liegen die abgegangenen Ortschaften Steiningen und Wolfgeringen und bei Tegernau die abgegangene Burg Neu-Waldeck der Herren von Waldeck, von der noch geringe Reste erhalten sind.

## Geschichte
Tegernau wurde erstmals als Tegernowa 1113 erwähnt; später als Tegernau in einer päpstlichen Bulle aus dem Jahre 1139. Im 13. Jahrhundert benannte sich das Adelsgeschlecht Tegernau nach dem Ort. Zu dieser Zeit gab es bereits eine Kirche, die eine Zentralfunktion für die vielen kleinen Dörfer des Tals erfüllte, von denen die meisten keine eigene Kirche hatten. 1503 kam der Ort an die Markgrafen von Baden-Durlach, welche 1556 die Reformation einführten. Am 1. Januar 2009 wurde die bis dahin selbstständige Gemeinde Tegernau in die neu gegründete Gemeinde Kleines Wiesental eingegliedert.

## Politik

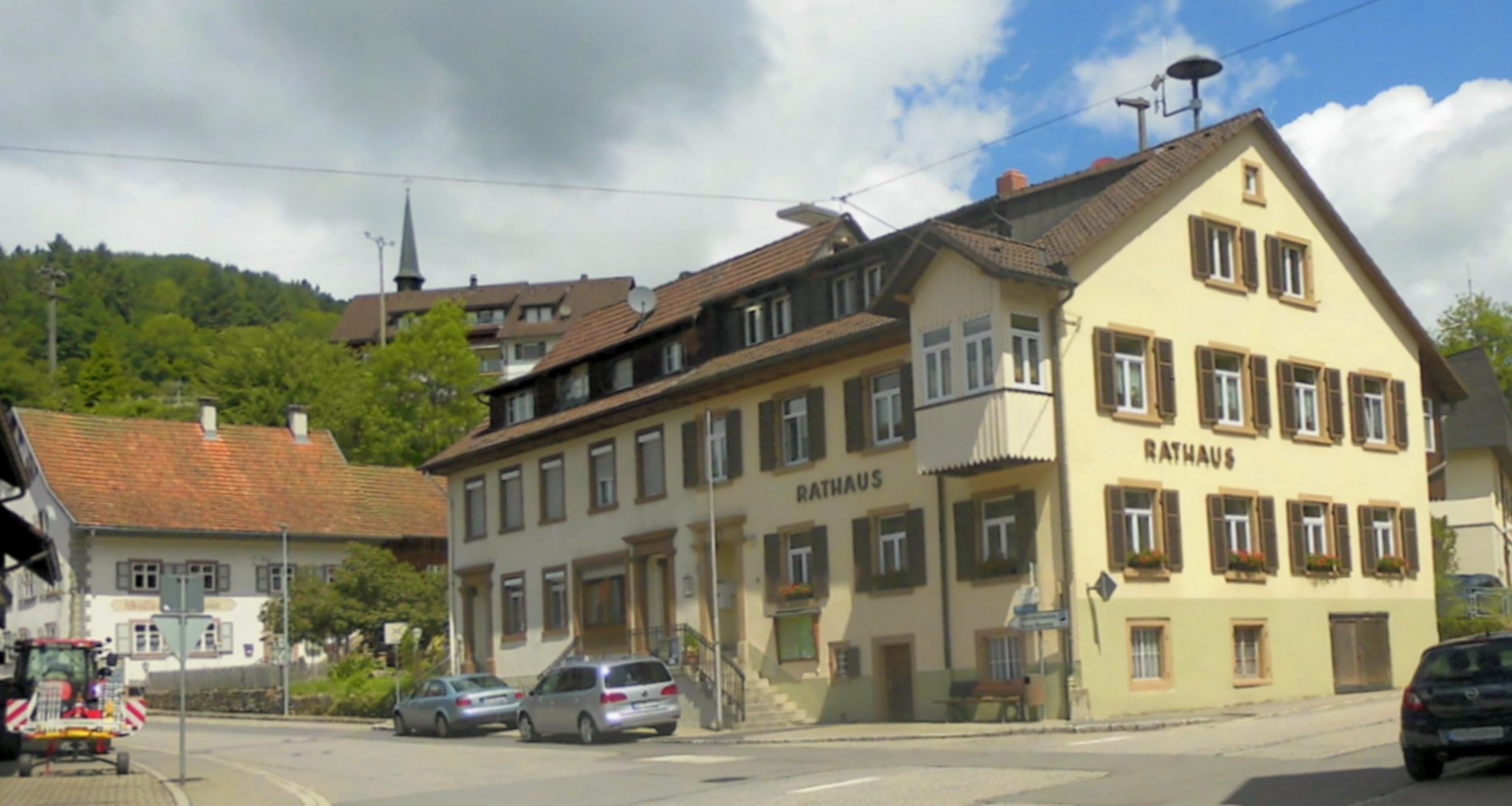
Rathaus im Ortsteil Tegernau

Tegernau ist nicht nur geografisch, sondern auch verwaltungsmäßig das Zentrum des kleinen Wiesentals. Hier hatte bis zum Zusammenschluss der Mitgliedsgemeinden Bürchau, Elbenschwand, Neuenweg, Raich, Sallneck, Tegernau, Wies und Wieslet zur Gemeinde Kleines Wiesental der Gemeindeverwaltungsverband „Kleines Wiesental“ seinen Sitz. Der Gemeindeverwaltungsverband nahm den überwiegenden Teil der gemeindlichen Verwaltungsaufgaben seiner acht Mitgliedsgemeinden wahr. Sein Gebiet umfasste eine Fläche von 77,8 km² mit knapp 3000 Einwohnern.

### Wappen
In Rot zwei schräggekreuzte, mit den Spitzen nach unten gekehrte goldene Schwerter, darüber eine goldene Laubkrone. Das heutige Wappen wurde 1965 vom baden-württembergischen Innenministerium verliehen. Bereits Anfang des 19. Jahrhunderts findet sich das Wappenbild im Gemeindesiegel. 1902 wurde vom badischen Generallandesarchiv eine Variante mit Anlehnung an das Adelsgeschlecht der König von Tegernau vorgeschlagen, die zwei schräggekreuzte nach oben gerichtete goldene Pfeile zeigte. Die Farben Rot und Gold bezogen sich dabei auf das badische Wappen. Erst in den 1930er-Jahren wurde dieser Vorschlag umgesetzt, aber in der Nachkriegszeit kehrte man zum alten Wappenbild zurück.

## Bauwerke
- Evangelische Kirche Tegernau
- Katholische Kirche Zur unbefleckten Empfängnis Mariä

## Persönlichkeiten
- Johann Georg Grether (1777–1846), Oberbürgermeister von Lörrach, Abgeordneter der badischen Ständeversammlung
- Johann Friedrich Haug (1730–1793), Klavierbauer und Lehrer an der Hohen Karlsschule in Stuttgart